# Harley-Davidson-tweetaktracers

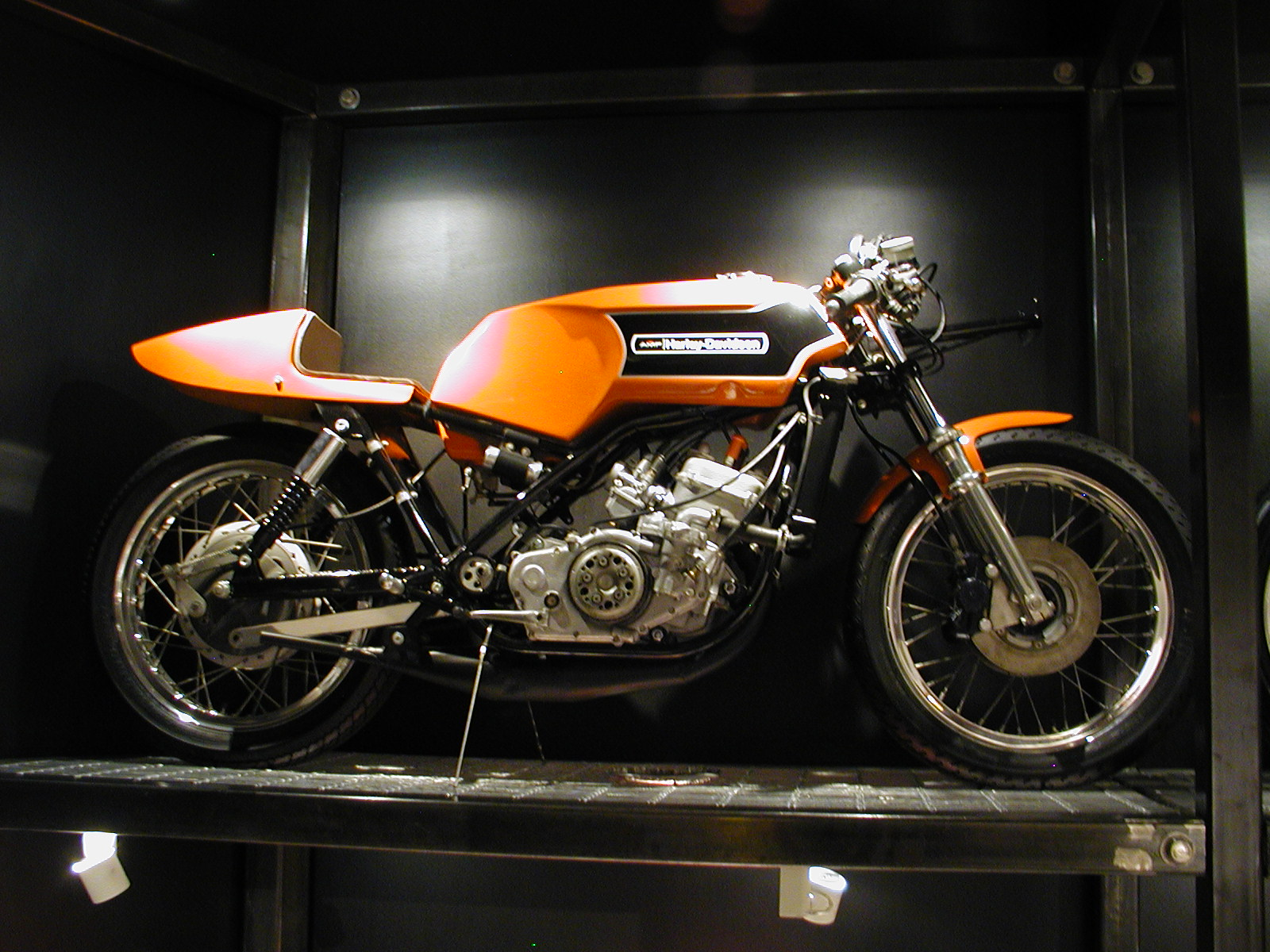
De Harley-Davidson RR 250 had in 1975 waterkoeling en bracht Walter Villa de wereldtitel

De Harley-Davidson-tweetaktracers vormden een serie wegrace-motorfietsen die door Harley-Davidson werden ingezet in het wereldkampioenschap wegrace. Ze werden echter ontwikkeld door chefconstructeur William Soncini bij Aermacchi in Varese. Harley-Davidson had een belang van 50% in Aermacchi tot het dit merk in 1973 volledig overnam. Bij de ontwikkeling van de machines was het al meteen de bedoeling dat er zowel fabrieksracers als productieracers gebouwd zouden worden.

## Voorgeschiedenis
Aermacchi had al sinds eind jaren vijftig racemotoren gebouwd die waren gebaseerd op de normale straatmodellen. In de jaren zestig wilde men speciale racers met dubbele bovenliggende nokkenassen bouwen, maar Harley, sinds 1960 mede-eigenaar, was daar op tegen. In de Verenigde Staten werd alleen geracet met bijna standaard-machines. Aermacchi bleef de Ala d'Oro-serie inzetten, maar die was in geen enkele klasse snel genoeg om de fabrieksracers van andere merken te verslaan. De Aermacchi Ala d'Oro werd een populaire machine voor privérijders vanwege zijn lage zwaartepunt en zijn eenvoudige techniek. In 1970 was de eencilinder stoterstangenmotor Aermacchi Ala d'Oro 250 met zijn 33 pk geen partij meer voor de concurrentie. Ook de privérijders verloren hun interesse; zij konden veel beter een Yamaha TD 2 aanschaffen. Die leverde volgens fabrieksopgave 44 pk. Phil Read's TD 2 leverde na enige tuning zelfs 64 pk.

## Aermacchi Ala d'Oro 250 prototype
In 1971 begonnen de eerste testen met een nieuwe tweecilinder tweetaktmotor, die traditiegetrouw de naam "Aermacchi Ala d'Oro 250" kreeg. Voor de opbouw van de motor werden cilinders van de Aermacchi Ala d'Oro 125 gebruikt, de enige tweetakt in de Ala d'Oro-serie. Men zag af van het gebruik van membraaninlaten of roterende inlaten. Die gebruikte concurrent Yamaha ook niet en Kel Carruthers, die in 1970 met de Yamaha TD 2 had gereden, had zijn ervaringen met die machine gedeeld met Aermacchi. Zoals veel coureurs die ooit voor Aermacchi hadden gereden bleef Carruthers het merk een warm hart toedragen. Zo werden de eerste proefritten gedaan door Renzo Pasolini, die in 1967 naar Benelli was vertrokken. De boring/slagverhouding van 56 x 50 mm stamde van de Ala d'Oro 125, maar was ook identiek aan die van de Yamaha TD 2. Men gebruikte twee Dell'Orto SS1 30 mm carburateurs met in rubber opgehangen Amal-vlotterkamers. De machine had een Denso thyristor ontsteking en mengsmering. Op het prototype zaten nog gietijzeren cilinders maar er waren al lichtmetalen exemplaren met hardverchroomde cilindervoeringen voorzien. De meervoudige droge platenkoppeling zat aan de rechterkant van de motor, evenals de aansluiting voor de toerentellerkabel. Het carter was horizontaal deelbaar. Het was duidelijk een samensmelting van twee eencilinders: De machine had nog twee krukassen die elk tweemaal gelagerd waren, twee aparte cilinders en zelfs gescheiden cilinderkoppen. Het rijwielgedeelte bestond uit een dubbel wiegframe met een Ceriani telescoopvork en een swingarm met twee Girling schokdempers. In de 18 inch wielen zaten Ceriani trommelremmen. De machine was nog veel te zwaar: 125 kg. Dat was zelfs 15 kg meer dan de Ala d'Oro 250 viertaktmotor en 20 kg meer dan een Yamaha TD 2. Een deel van de oplossing van het gewichtsprobleem moest komen van de lichtmetalen cilinders. Het vermogen van 46 pk leek erg weinig, maar Aermacchi gaf altijd het vermogen gemeten aan het achterwiel op. Aan de krukas was het 10-15% hoger en kwam het ook wat dichter in de buurt van de Yamaha YZ 632 fabrieksracer, die naar schatting ca. 53 pk leverde.

## Aermacchi 250 cc-tweetaktracer
De machine werd al in 1971 ingezet door Renzo Pasolini, maar het seizoen ging grotendeels verloren door problemen met de zesversnellingsbak en tests met het prototype. De carburateurs werden vervangen door Japanse Mikuni's. In 1972 was er al veel verbetererd: het gewicht was teruggebracht tot 108 kg en men claimde al ruim 50 pk voor de motor.

## Harley-Davidson RR 250
In 1973 kreeg de fabrieksracer waterkoeling, waarbij de waterpomp op het einde van de krukas zat, maar de privérijders hadden nog luchtkoeling. In 1974 kregen alle machines waterkoeling. Harley-Davidson had nu Aermacchi nu voor 100% overgenomen en daardoor veranderde de naam van de racers in "Harley-Davidson". Na experimenten in 1977 kreeg de machine voor het seizoen 1977 een monoshock-frame van Bimota.

## Aermacchi 350 cc-tweetaktracer en Harley-Davidson RR 350
Al in 1971 was er een 350 cc-uitvoering van de Aermacchi racer. In elk geval was de machine aanwezig bij voorjaarsraces in Imola en de TT van Assen, maar er werd in het seizoen 1971 geen enkel punt mee gescoord. In 1972 claimde men al een vermogen van meer dan 60 pk en de machine woog slechts 110 kg. De boring/slagverhouding was toen al gewijzigd van de oorspronkelijke 61 x 56 mm naar 64 x 54 mm. In 1973 kreeg de fabrieksracer waterkoeling, waarbij de waterpomp op het einde van de krukas zat, maar de privérijders hadden nog luchtkoeling. Alle machines kregen de naam "Harley-Davidson" en de 350cc-racer heette voortaan "Harley-Davidson RR 350". In 1974 kregen alle machines waterkoeling. In 1976 begon Walter Villa te experimenteren met frames van Bimota voor de 350cc-machine.

## Harley-Davidson 391 cc
Al in juni 1972 meldde de Italiaanse journalist Carlo Perelli dat er bij Aermacchi een 500cc-versie van de tweecilinder op stapel stond. Hij wist toen alleen nog het gewicht van de machine: 115 kg. In 1974 kwam er een 391cc-versie van de Harley-Davidson-tweetakt, maar dat was niet, zoals men zou verwachten, een opgeboorde 350. Met een slag van 60 mm had hij een eigen krukas. De boring bedroeg 64,4 mm. De 391 had weer Dell'Orto carburateurs omdat daar betere resultaten mee behaald werden dan met de Mikuni's.

## Harley-Davidson RR 500
In 1975 was er een volwaardige 500cc-motor, die 95 pk leverde maar vooral een zeer grote powerband had door de toepassing van twee carburateurs per cilinder. Omdat Campagnolo nu hoofdsponsor was kreeg de machine velgen en remmen van dit merk. Daarbij waren twee bijzondere technische nieuwigheden: de voorrem was een conische open trommel (afgedekt door een stofkap met koelgaten) met drie remblokken, een soort kruising tussen een trommelrem en een schijfrem. Achter zat een schijfrem bij het voorste kettingtandwiel. Daardoor werd het onafgeveerde gewicht van de achternaaf lager, maar de constructie werd later verboden omdat er via de ketting geremd moest worden. Bij kettingbreuk was er dus ook geen achterrem meer. Het was de bedoeling om ook ten minste 20 productieracers te bouwen. In opdracht van Harley-Davidson werden 25 machines voor de Amerikaanse markt geproduceerd. Die waren nodig voor de homologatie voor het AMA-kampioenschap. Maar terwijl Aermacchi die machines bouwde, besloot men bij Harley dat men dit kampioenschap ook wel zonder wegraces kon winnen. Het bestond immers voornamelijk uit dirttrack en shorttrack wedstrijden en inderdaad werd Jay Springsteen AMA-kampioen zonder een wegrace (waarvoor hij ook geen licentie had) te rijden. Daardoor konden eind 1975 25 Harley-Davidson RR 500's aan privérijders worden verkocht. In Nederland kostte de machine slechts ƒ 13.500,= inclusief onderdelenkit en BTW.

## Resultaten
In 1972 werd voor het eerst een volledig seizoen geracet met de Aermacchi 250- en 350cc-racers en ze waren meteen succesvol. De machines bleken enorm betrouwbaar: Pasolini scoorde punten in alle WK-races waar hij aan de start kwam. In de 250cc-klasse won hij drie wedstrijden en hij eindigde achter Jarno Saarinen (Yamaha) als tweede in de eindstand. In de 350cc-klasse werd hij derde achter Giacomo Agostini (MV Agusta) en Jarno Saarinen. In 1973 nam Harley-Davidson de vestiging van Aermacchi in Varese helemaal over en de naam "Aermacchi" verdween van de tank. De machines werden voortaan als "Harley-Davidson" ingezet, met de toevoeging "RR".
In het seizoen 1973 kon Pasolini tijdens de Grand Prix van Frankrijk de Yamaha-rijders Jarno Saarinen en Hideo Kanaya niet volgen en het team sloeg de Grand Prix van Duitsland over om de watergekoelde versie van de machines te ontwikkelen. Aermacchi en andere Italiaanse merken hadden vertraging opgelopen door stakingen in de metaalindustrie in de winter van 1972/1973. In Monza viel Pasolini na een val uit in de 350cc-race, maar in de 250cc-race vond het tragische ongeval plaats waarbij zowel Pasolini als Saarinen het leven verloren. De (weinige) privérijders die al een Harley-Davidson gebruikten hadden nog luchtgekoelde machines, maar na de dood van Pasolini kregen Michel Rougerie en Gianfranco Bonera gedeeltelijke fabriekssteun en tegen het einde van het seizoen ook watergekoelde machines. Het duurde echter tot half juli eer er weer spake was van een fabrieksteam, onder leiding van Gilberto Milani. Rougerie scoorde podiumplaatsen in de TT van Assen en de GP van Tsjecho-Slowakije en werd vijfde in het wereldkampioenschap.
In het seizoen 1974 concentreerde Harley-Davidson zich met Walter Villa en Michel Rougerie vooral op de 250cc-klasse. Villa won vier 250cc-GP's maar werd ook geholpen doordat de Yamaha-coureurs veel punten van elkaar wegsnoepten. Geen enkele andere rijder won meer dan één race. Daardoor werd Villa overtuigend wereldkampioen 250 cc.
In het seizoen 1975 werd de 500cc-racer ingezet, maar zowel in de 350- als de 500cc-klasse kon men geen succes boeken. In de 250cc-klasse wel: Villa won vijf van de elf GP's, maar hij viel in de Grand Prix van Finland. Teamgenoot Rougerie begreep dat hij Johnny Cecotto moest inhalen om de titel voor Villa veilig te stellen en dat deed hij ook. Walter Villa vernam in het ziekenhuis dat hij voor de tweede keer wereldkampioen was.
In het seizoen 1976 kreeg Walter Villa eindelijk een volwaardige 350cc-machine en daarmee won hij meteen de eerste race. Hij concentreerde zich echter weer op de 250cc-klasse en na de tweede plaats in Oostenrijk en een zevende plaats in Italië sloeg hij een aantal 350cc-races over. In Finland leidde hij de 350cc-race van start tot finish en ook in Tsjecho-Slowakije en Duitsland won hij. Daarmee was hij wereldkampioen in de 350cc-klasse. In de 250cc-klasse ging het nog overtuigender: Walter Villa won zeven van de elf wedstrijden en in Tsjecho-Slowakije, met nog twee races te gaan, was hij al zeker van de wereldtitel.
Na zoveel succes was het seizoen 1977 een grote tegenvaller. Nu was Franco Uncini de teamgenoot van Walter Villa, maar zowel in de 250- als de 350cc-klasse kwamen de Harley-Davidsons er in het begin van het seizoen niet aan te pas. Villa kwalificeerde zich zelfs niet voor de Grand Prix van Spanje. Men sloeg de Joegoslavische GP over en in de TT van Assen reed Uncini met een frame van Bakker. Daarmee presteerde hij veel beter dan Villa, die nog het Harley-Davidson-frame gebruikte. Met de Bakker-frames ging het aanmerkelijk beter: Villa won in België en Finland, Uncini won in Tsjecho-Slowakije. Zo werd Uncini tweede in het 250cc-wereldkampioenschap en Villa werd derde.
In 1978 besteedde Harley-Davidson haar race-activiteiten uit aan sponsor Nolan Helmets. Walter Villa, die geen vertrouwen meer had in Harley, wilde met dit nieuwe team wel blijven. De resultaten waren echter weer slecht en Villa haalde aanvankelijk slechts één keer de finish toen hij derde werd in België in de 250cc-klasse. In mei was eindelijk de nieuwe 250cc-motor met roterende inlaten klaar, maar rond die tijd werd ook bekend dat Harley-Davidson de race-activiteiten staakte omdat het bedrijf in Varese verkocht werd aan Cagiva. In juli startte Walter Villa in Finland al met een MBA.

## Technische gegevens 250 cc
| Aermacchi Harley-Davidson | Aermacchi Ala d'Oro 250 prototype          | Aermacchi 250 cc racer                                                  | Harley-Davidson RR 250                                                                            |                                   |
| ------------------------- | ------------------------------------------ | ----------------------------------------------------------------------- | ------------------------------------------------------------------------------------------------- | --------------------------------- |
| Periode                   | 1971                                       | 1971-1972                                                               | 1973-1978                                                                                         |                                   |
| Categorie                 | prototype                                  | fabrieksracer                                                           | fabrieksracer/productieracer                                                                      |                                   |
| Motortype                 | tweetakt                                   | tweetakt                                                                | tweetakt                                                                                          | tweetakt                          |
| Bouwwijze                 | zuigergestuurde luchtgekoelde staande twin | zuigergestuurde luchtgekoelde staande twin                              | zuigergestuurde watergekoelde staande twin 1978: watergekoelde staande twin met roterende inlaten |                                   |
| boring                    | 56 mm                                      | 56 mm                                                                   | 56 mm                                                                                             | 56 mm                             |
| slag                      | 50 mm                                      | 50 mm                                                                   | 50 mm                                                                                             | 50 mm                             |
| Cilinderinhoud            | 246,3 cc                                   | 246,3 cc                                                                | 246,3 cc                                                                                          | 246,3 cc                          |
| Carburateur               | 2 x Dell'Orto SS1 30 mm                    | 2 x Mikuni 30 mm                                                        | 2 x Mikuni 34 mm                                                                                  |                                   |
| Smeersysteem              | mengsmering                                | mengsmering                                                             | mengsmering                                                                                       | mengsmering                       |
| Compressieverhouding      | 12,5:1                                     | 12,5:1                                                                  | 12,5:1                                                                                            | 12,5:1                            |
| Max. Vermogen             | 33,8 kW/46 pk bij 10.500-11.000 tpm        | 33,8 kW/46 pk bij 10.500-11.000 tpm 1972: >36,8 kW/50 pk bij 11.400 tpm | 1974: 39,7 kW/54 pk 1976: 42,7 kW/58 pk bij 12.000 tpm                                            |                                   |
| Topsnelheid               | onbekend                                   | onbekend                                                                | ca. 250 km/h                                                                                      |                                   |
| Primaire aandrijving      | tandwielen                                 | tandwielen                                                              | tandwielen                                                                                        | tandwielen                        |
| koppeling                 | meervoudige droge platenkoppeling          | meervoudige droge platenkoppeling                                       | meervoudige droge platenkoppeling                                                                 | meervoudige droge platenkoppeling |
| versnellingen             | 6                                          | 6                                                                       | 6                                                                                                 |                                   |
| Secundaire aandrijving    | ketting                                    | ketting                                                                 | ketting                                                                                           | ketting                           |
| Rijwielgedeelte           | dubbel wiegframe                           | dubbel wiegframe                                                        | dubbel wiegframe                                                                                  |                                   |
| Voorvork                  | Ceriani telescoopvork                      | Ceriani telescoopvork                                                   | Ceriani telescoopvork                                                                             |                                   |
| Achtervork                | swingarm met Girling veer/demperelementen  | swingarm met Girling veer/demperelementen                               | swingarm met Girling veer/demperelementen                                                         |                                   |
| Remmen                    | Ceriani trommelremmen                      | Voor Ceriani trommelrem Achter Fontana trommelrem                       | trommelremmen vanaf 1975: Campagnolo hydroconic rem voor                                          |                                   |
| Tankinhoud                | 26 liter                                   | 26 liter                                                                | 26 liter                                                                                          |                                   |
| Droog gewicht             | 125 kg                                     | 125 kg 1972: 108 kg                                                     | onbekend                                                                                          |                                   |

## Technische gegevens 350 cc
| Aermacchi Harley-Davidson | Aermacchi 350 cc racer                             | Harley-Davidson RR 350                                              |
| ------------------------- | -------------------------------------------------- | ------------------------------------------------------------------- |
| Periode                   | 1971-1972                                          | 1972-1978                                                           |
| Categorie                 | fabrieksracer                                      | fabrieksracer/productieracer                                        |
| Motortype                 | tweetakt                                           | tweetakt                                                            |
| Bouwwijze                 | zuigergestuurde luchtgekoelde staande twin         | zuigergestuurde luchtgekoelde staande twin vanaf 1973: waterkoeling |
| boring                    | 61 mm vanaf 1972: 64 mm                            | 64 mm                                                               |
| slag                      | 56 mm vanaf 1972: 54 mm                            | 54 mm                                                               |
| Cilinderinhoud            | 327,3 cc vanaf 1972: 347,4 cc                      | 347,4 cc                                                            |
| Carburateur(s)            | Mikuni 34 mm                                       | Mikuni 36 mm                                                        |
| Smeersysteem              | mengsmering                                        | mengsmering                                                         |
| Compressieverhouding      | 12,5:1                                             | 13:1                                                                |
| Max. Vermogen             | 1972: >44,1 kW/60 pk bij 10.800 tpm                | 51,5 kW/70 pk bij 10.500 tpm (productieracer: 62,3 pk)              |
| Topsnelheid               | onbekend                                           | 260 km/h                                                            |
| Primaire aandrijving      | tandwielen                                         | tandwielen                                                          |
| koppeling                 | meervoudige droge platenkoppeling                  | meervoudige droge platenkoppeling                                   |
| versnellingen             | 6                                                  | 6                                                                   |
| Secundaire aandrijving    | ketting                                            | ketting                                                             |
| Rijwielgedeelte           | dubbel wiegframe                                   | dubbel wiegframe                                                    |
| Voorvork                  | Ceriani telescoopvork                              | Ceriani telescoopvork                                               |
| Achtervork                | swingarm met Girling veer/demperelementen          | swingarm met Girling veer/demperelementen                           |
| Remmen                    | Voor Ceriani trommelrem, Achter Fontana trommelrem | Ceriani trommelremmen vanaf 1975: schijfrem voor, trommelrem achter |
| Tankinhoud                | 26, later 28 liter                                 | 26, later 28 liter                                                  |
| Droog gewicht             | Vanaf 1972: 110 kg                                 | Vanaf 1972: 110 kg                                                  |

## Technische gegevens 500 cc
| Harley-Davidson        | 391                                        | RR 500 |
| ---------------------- | ------------------------------------------ | --- |
| Periode                | 1974                                       | 1975-1976 |
| Categorie              | fabrieksracer/productieracer               | fabrieksracer/productieracer                                                                                 |
| Motortype              | tweetakt                                   | tweetakt |
| Bouwwijze              | zuigergestuurde watergekoelde staande twin | watergekoelde staande twin met reed valves                                                                   |
| boring                 | 64,4 mm                                    | 72 mm |
| slag                   | 60 mm                                      | 60 mm |
| Cilinderinhoud         | 390,9 cc                                   | 488,6 cc |
| Carburateur(s)         | 2 x Dell'Orto SS1 34 mm                    | 4 x Dell'Orto SS1 34 mm                                                                                      |
| Smeersysteem           | mengsmering                                | mengsmering                                                                                                  |
| Compressieverhouding   | onbekend                                   | 12:1 |
| Max. Vermogen          | 49,6 kW/67,4 pk                            | 69,9 kW/95 pk bij 10.500 tpm Productieracer: 66,2 kW/90 pk                                                   |
| Topsnelheid            | 265 km/h                                   | onbekend |
| Primaire aandrijving   | tandwielen                                 | tandwielen                                                                                                   |
| koppeling              | meervoudige droge platenkoppeling          | meervoudige droge platenkoppeling                                                                            |
| versnellingen          | 6                                          | 6 |
| Secundaire aandrijving | ketting                                    | ketting |
| Rijwielgedeelte        | dubbel wiegframe                           | dubbel wiegframe                                                                                             |
| Voorvork               | telescoopvork                              | telescoopvork                                                                                                |
| Achtervork             | swingarm                                   | swingarm |
| Remmen                 | trommelremmen                              | Campagnolo hydroconic rem voor, schijfrem achter (productieracer: twee schijfremmen voor, trommelrem achter) |
| Tankinhoud             | 28 liter                                   | 28 liter |
| Droog gewicht          | 112 kg                                     | 118 kg |